# Sven Nordqvist
Pour les articles homonymes, voir Nordqvist.
Sven Nordqvist (né le 30 avril 1946 à Helsingborg) est un auteur et illustrateur de littérature d'enfance et de jeunesse suédois.

## Biographie
Il grandit à Halmstad et étudie l'architecture à l'école polytechnique de Lund. Il travaille comme professeur d'architecture avant de se consacrer à l'écriture et à l'illustration. 
Ses livres les plus populaires sont la série Pettson et Picpus (Pettson och Findus en suédois), les histoires d'un vieux fermier et de son chat.
Il a aussi publié un album sur les tomtes ou lutins de Noël, Julgröten. Son album Var är min syster? (Où est ma sœur ?) a été traduit en anglais, en allemand, en polonais et en espagnol.
En 2023, il est sélectionné pour le prestigieux prix suédois, le Prix commémoratif Astrid-Lindgren.

## Prix et distinctions
- 1988 : (international) « Honour List »[6] de l' IBBY, catégorie Illustration, pour Stackars Pettson (qu'il a également écrit)
- 1992 : (Allemagne) Deutscher Jugendliteraturpreis pour Linsen, Lupen und magische Skope qu'il a illustré, sur un texte de Pelle Eckerman
- 2000 : (international) « Honour List »[7] de l' IBBY, catégorie Illustration, pour Den långa resan (sur un texte coécrit avec  Mats Wahl)
- 2007 : (Suède) Prix August (Augustpriset)
- 2023 : Sélection pour le Prix commémoratif Astrid-Lindgren[5]

## Œuvres
- Pettson n'a pas la pêche, Autrement jeunesse, 2007.
- Le jour où Picpus a disparu, Autrement jeunesse, 2008.
- Le Gâteau d'anniversaire, Autrement jeunesse, 2008.
- L'inoubliable Noël de Pettson et Picpus, Autrement jeunesse, 2009.
- Pettson piège le Renard, Autrement jeunesse, 2008.
- Pettson et le roi de la basse-cour, Autrement jeunesse, 2011.
- Picpus déménage, Autrement jeunesse, 2013.
- Grabuge au potager, Autrement jeunesse, 2014.